# Римский карнавал
Римский карнавал (фр. Le Carnaval romain) Op. 9 ля мажор — увертюра Гектора Берлиоза для симфонического оркестра. Написана в 1844 году на основе музыки из оперы Берлиоза «Бенвенуто Челлини» (1838). Посвящена князю Константину Гогенцоллерн-Гехингенскому. Примерная продолжительность звучания — 9 минут.
Произведение построено на двух основных темах, одна из которых выдержана в ритме сальтарелло и взята из сцены карнавала в исходной опере. Любопытно, что значительная часть материала увертюры восходит к хоровым и вокальным партиям в опере «Челлини» и более ранних работах Берлиоза, то есть представляют собой как бы транскрипцию. Музыку увертюры отличает яркая и красочная инструментовка (в частности, соло английского рожка в Andante sostenuto), отвечающая принципам берлиозовского «Трактата об инструментовке и оркестровке», над которым композитор только что завершил работу.
Увертюра впервые прозвучала 3 февраля 1844 г. в концертном зале Анри Герца в Париже. «Римский карнавал» — самая популярная из коротких оркестровых пьес Берлиоза, и сам композитор включал её в программы своих дирижёрских выступлений чаще всех других своих увертюр. Отзывы критики также были, в основном, благоприятны. Тем не менее, Джордж Темплтон Стронг, прослушав увертюру в одном из нью-йоркских концертов, записал в своём дневнике:

Не могу сравнить её ни с чем, кроме как только с прыжками и лопотанием огромного павиана, перевозбудившегося от дозы спиртного.
Оригинальный текст (англ.)I can compare it to nothing but the caperings and gibberings of a big baboon, over-excited by a dose of alcoholic stimulus.

Существуют переложения Отто Таубмана (для фортепиано), Отто Зингера (для двух фортепиано) и Фердинанда Вреде (для фортепиано в четыре руки).